# Jessica Hagedorn

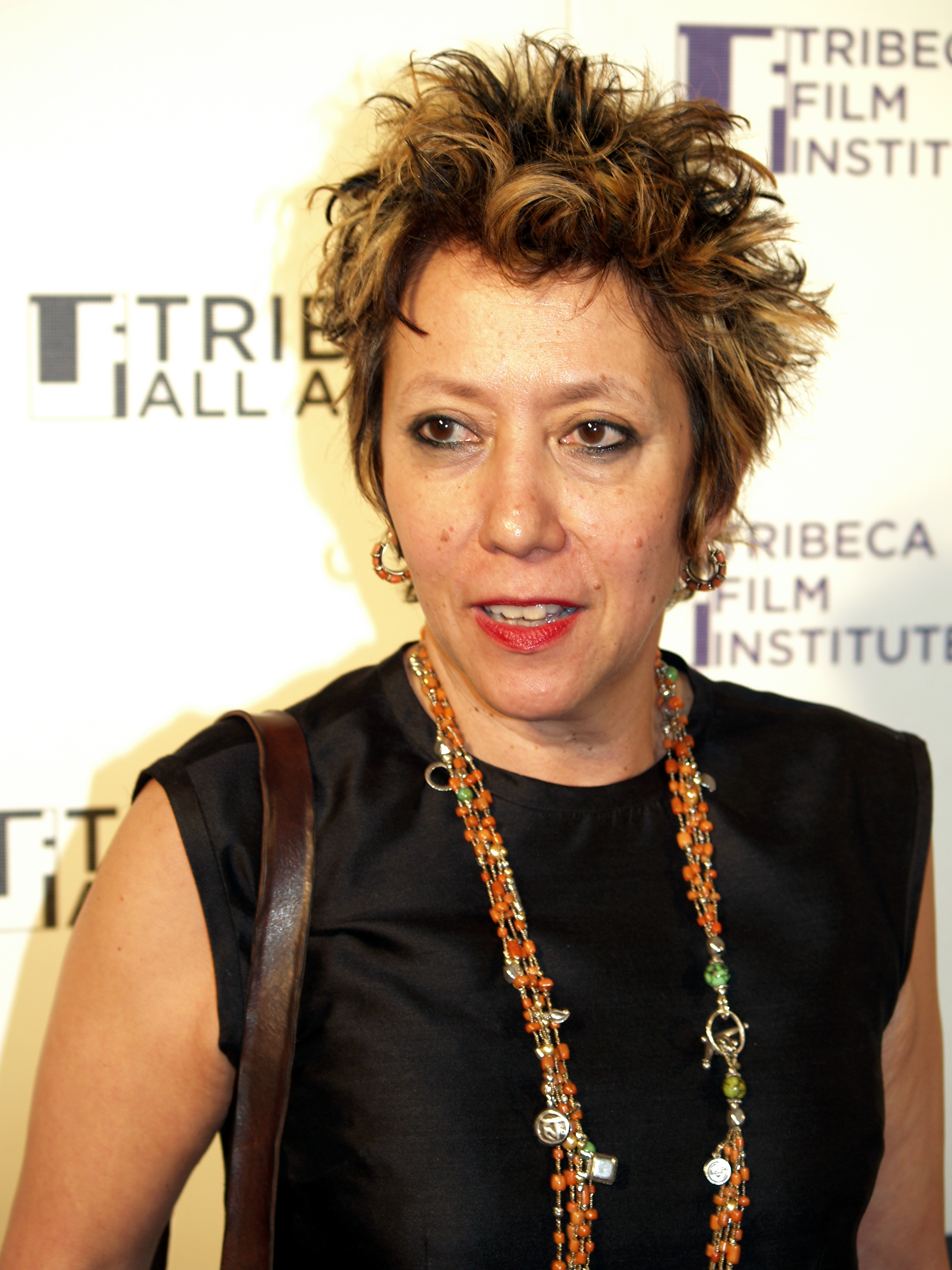
Jessica Hagedorn 2008

Jessica Tarahata Hagedorn (* 1949 in Santa Mesa, Manila, Philippinen) ist eine philippinisch-US-amerikanische Dichterin und Schriftstellerin.

## Leben und Arbeit
Jessica Hagedorn wuchs in ihrer Geburtsstadt Manila auf. Ihre Mutter malte; ihr Großvater mütterlicherseits war Schriftsteller und Karikaturist. Während ihrer Schulzeit, die sie wie viele junge Philippiner an einer USA-freundlichen katholischen Lehranstalt verbrachte, kam sie erstmals mit Hollywoodfilmen und Klassikern der westlichen Literatur in Berührung. Gleichzeitig fühlte sie sich von einheimischen Filmen und Radioserien angezogen, die in der Landessprache Tagalog produziert worden waren. Das Überschreiten der Grenzen zwischen den Kulturen sollte später zum Hauptmerkmal ihrer künstlerischen Arbeit werden.
1963 (nach anderen Quellen: 1960) zog Jessica Hagedorn mit ihrer Familie nach San Francisco, wo sie reges Interesse am örtlichen Musik-, Sozial- und Literaturleben entwickelte und schließlich am American Conservatory Theater studierte. Im Kearny Street Writers’ Workshop fand sie darüber hinaus Zugang zur asiatisch-amerikanischen Geschichtsschreibung und Literatur. 1973 veröffentlichte sie gemeinsam mit Alice Karle, Barbara Szerlip und Carol Tinker den Gedichtband Four Young Women: Poems. Nach der Produktion des Bühnenstücks Where the Mississippi Meets the Amazon (1977), dessen Buch sie mitgeschrieben hatte, übersiedelte Hagedorn nach New York City, wo sie ein Jahr später ihr erstes eigenes Schauspiel – Mango Tango (1978) – produzierte.
Nachdem Jessica Hagedorn bereits wiederholt auch Prosa veröffentlicht hatte, erschien 1991 ihr Meisterwerk, der Roman Dogeaters, dessen Thema die kulturelle Identität der Philippinen unter dem Marcos-Regime war.
Jessica Hagedorn lebt mit ihrem Mann und ihren zwei Töchtern in Greenwich Village, New York City.

## Politische Einstellungen
Im Oktober 2024 gehörte Hagedorn zu den Unterzeichnern eines Aufrufs zum Boykott israelischer Kulturinstitutionen, „die an der überwältigenden Unterdrückung der Palästinenser mitschuldig sind oder diese stillschweigend beobachtet haben“.

## Preise und Stipendien
Für ihren Gedichtband Pet Food and Tropical Apparitions gewann Jessica Hagedorn 1981 den American Book Award. 1985, 1986 und 1988 war sie Stipendiatin der Macdowell Colony Fellowship. Der Roman Dogeaters brachte ihr 1990 den American Book Award of the Before Columbus Foundation ein.
2023 wurde Hagedorn in die American Academy of Arts and Sciences gewählt.

## Arbeiten und Veröffentlichungen von Jessica Hagedorn (Auswahl)
- Chiquita Banana. Third World Women. (3rd World Communications) 1972 (Bühnenstück)
- (mit Alice Karle, Barbara Szerlip, Carol Tinker:) Four Young Women – Poems. McGraw-Hill, 1973 (Gedichtanthologie, hg. v. Kenneth Rexroth)
- (mit anderen:) Mountain Moving Day. The Crossing Press, Trumansburg 1973
- Time to Greez! Incantations From the Third World. Gilde Pubs., 1975
- Dangerous Music. Momo's Press, 1975 (Gedichte)
- Pet Food & Tropical Apparitions. Momo's Press, 1975 (Gedichte)
- (mit Ntozake Shange, Thulani Davis:) Where The Mississippi Meets the Amazon. 1977 (Bühnenstück)
- Mango Tango. In: Y'Bird Magazine 1.1, 1977 (Gedichte)
- Tenement Lover. 1981 (Bühnenstück)
- Pet Food and Tropical Apparitions. 1981 (Gedichte und Kurzprosa)
- Holy Food. 1988 (Bühnenstück)
- Teenytown. 1990 (Bühnenstück)
- Dogeaters. Theatre Communications Group, 1991 (Roman)
- (als Herausgeberin:) Charlie Chan is Dead: An Anthology of Contemporary Asian American Fiction. Penguin Books, 1993
- Wasteland/Fresh Kill. 1994 (Drehbuch)
- The Gangster of Love. Penguin, 1997 (Roman)
- Einführung zu: Burning Heart: A Portrait of the Philippines. Rizzoli, 1999
- Danger and Beauty. City Lights Publishers, 2002 (Kurzprosa und Gedichte)
- Dream Jungle. Penguin, 2004 (Roman)